# یواس‌اس اوکالاهان (اف‌اف-۱۰۵۱)
یواس‌اس اوکالاهان (اف‌اف-۱۰۵۱) (به انگلیسی: USS O'Callahan (FF-1051)) یک کشتی بود که طول آن ۴۱۴ فوت ۶ اینچ (۱۲۶٫۳۴ متر) بود. این کشتی در سال ۱۹۶۵ ساخته شد.